# Antal Szabó
Antal Szabó także Antal Steinbach (ur. 4 września 1910 w Budapeszcie, zm. 21 kwietnia 1958 w RFN) – węgierski piłkarz, bramkarz. Srebrny medalista MŚ 38. Długoletni zawodnik Hungárii.
Karierę zaczynał w Soroksári AC. Piłkarzem Hungárii został na początku lat 30. i szybko stał się ważną częścią zespołu. Dwukrotnie zdobywał tytuł mistrza Węgier (1936, 1937). W reprezentacji Węgier zagrał 42 razy. Debiutował w 1932, ostatni raz zagrał w 1939. Brał udział w MŚ 34 i wystąpił w dwóch meczach. Podczas MŚ 38 zagrał w trzech spotkaniach, w tym w przegranym finale z Włochami.
.
Szabo gdy dowiedział się, iż Benito Mussolini miał zagrozić włoskim graczom przed finałem słowami "Zwycięstwo, albo śmierć"(prawdziwość tej wypowiedzi włoskiego dyktatora jest kwestionowana) powiedział, że cieszy się bo "puścił cztery gole, ale ocalił życie jedenastu ludziom"